# Noosfera (brise-glace)
 (novembre 2021).
Motif : mise à jour de la vente à l'Ukraine et du nouveau nom
Le RRS James Clark Ross est un navire brise-glace britannique de recherche et de ravitaillement appartenant à la British Antarctic Survey.
Il tient son nom de l'explorateur britannique James Clark Ross. En 2021, il a été vendu au Centre scientifique national de l'Antarctique d'Ukraine et rebaptisé Noosfera.

## Historique
Le navire a été construit au chantier naval Swan Hunter Shipbuilders à Wallsend. Son lancement a eu lieu en décembre 1990 et son achèvement le 28 septembre 1991. 
Le RRS James Clark Ross a été le premier navire océanographique du BAS à être utilisé dans la recherche polaire. Il a remplacé le RRS John Biscoe, mis hors service en 1991. 
Le déclassement du James Clark Ross est prévu pour 2019. Il sera ensuite remplacé par le RRS Sir David Attenborough.
James Clark Ross a été vendu au Centre scientifique national antarctique d'Ukraine, en août 2021.
Le 29 octobre 2021, il a été rebaptisé Noosphère, car l'une des tâches principales du brise-glace sera de transporter du personnel scientifique vers la station Akademik Vernadsky.